# 1907 en Bretagne
 Chronologie de la Bretagne
- 1903
- 1904
- 1905
- 1906
- 1907
- 1908
- 1909
- 1910
- 1911

Cette page recense des événements qui se sont produits durant l'année 1907 en Bretagne.

## Société

### Faits sociétaux
- Grève des dockers de Nantes[1].

### Naissance
- 15 février : Jean Langlais, organiste et compositeur[2].
- 22 février : Henri François Buffet, historien et archiviste[2].
- 16 octobre : Robert Micheau-Vernez, peintre.
- 16 décembre : Jacques Pâris de Bollardière, né à Châteaubriant, officier général de l’armée française, combattant de la Seconde Guerre mondiale, de la guerre d'Indochine et de la guerre d'Algérie. C'est également une des figures de la non-violence en France[3].

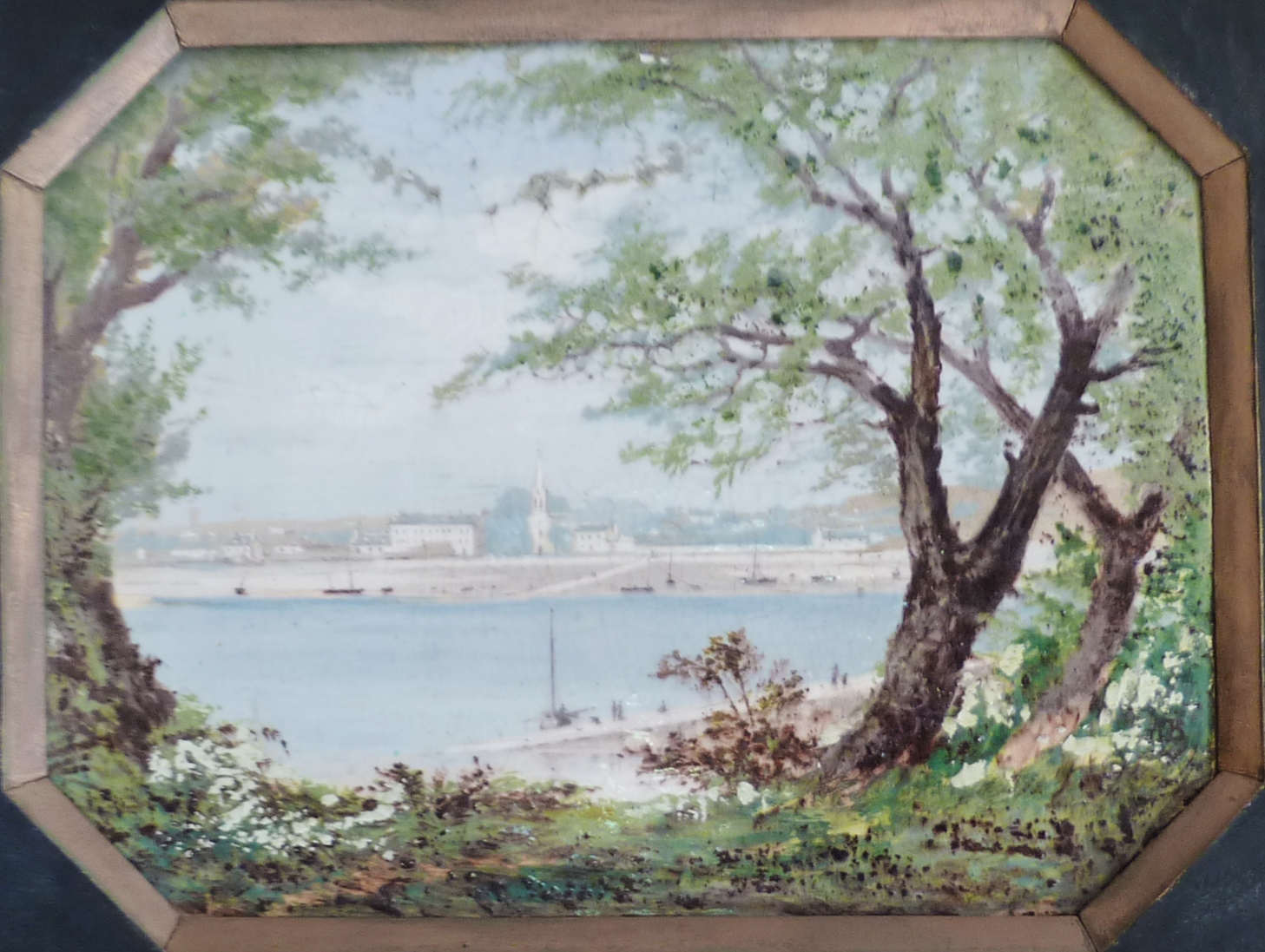
Bénodet vu de Sainte-Marine, peinture sur émail d'Alfred Beau

### Décès
- 11 février : Alfred Beau, peintre, photographe, céramiste et conservateur du musée des beaux-arts de Quimper[4].
- 11 mai : René Kerviler, ingénieur, archéologue et bibliographe[5].

## Politique
- Dissolution de la Fédération socialiste de Bretagne[5].

## Économie
- 30 avril : Jean Hénaff fonde la conserverie Hénaff à Pouldreuzic[5].

## Culture

### Littérature
- Camille Le Mercier d'Erm édite une revue de poésie, Les Argonautes[5].

### Cinéma
- 27 septembre : Ouverture du premier Omnia-Pathé breton à Brest[6].

## Sports
- 14 avril : Lucien Petit-Breton remporte la course Milan-San Remo[5].
- 4 août : Lucien Petit-Breton remporte le Tour de France 1907[5].
- 15 août : Inauguration de l'hippodrome de Pornichet[5].

## Infrastructures

### Constructions
- 29 septembre : Inauguration d'un monument à la mémoire de Julien Simon dit Champrobert, commandant de la garde nationale, à Saint-Marc-le-Blanc[7].

### Biographie
- Emmanuel Salmon-Legagneur (dir.) et al. (préf. Yvon Bourges, anc. ministre, prés. du conseil régional de Bretagne), Les noms qui ont fait l'histoire de Bretagne : 1 000 noms pour les rues de Bretagne, Spézet, Coop Breizh et Institut culturel de Bretagne, 1997, 446 p. (ISBN 978-2-84346-032-6)
- Stéphane Guihéneuf, Chronologie de Bretagne : Des origines à nos jours, Ouest-France, 2003, 413 p. (ISBN 978-2-7373-3229-6)
- Jean-Jacques Monnier (dir.) et Jean-Christophe Cassard, Toute l'histoire de Bretagne : des origines à la fin du XXe siècle, Morlaix, Skol Vreizh, 2012, 864 p. (ISBN 978-2-915623-79-6)
- 1900-2000 : Le XXe siècle en Bretagne et dans le monde, Le Télégramme, 2000, 220 p.